# Bugulina fulva
Bugulina fulva is een mosdiertjessoort uit de familie van de Bugulidae. De wetenschappelijke naam van de soort is, als Bugula fulva, voor het eerst geldig gepubliceerd in 1960 door Ryland.